# Dealul Allah Bair
Dealul Allah Bair (din limba turcă Allah Bayir tepe, în limba română „Dealul lui Allah”) este o arie protejată de interes național ce corespunde categoriei a IV-a IUCN (rezervație naturală de tip floristic și geologic), situată în județul Constanța, pe teritoriul administrativ al comunei Crucea.

## Localizare
Aria naturală se află în partea centrală a Dobrogei, în Podișul Medgidiei, în extremitatea nord-vestică a județului Constanța, pe teritoriul sudic al satului Crucea.

## Descriere
Rezervația naturală a fost declarată arie protejată prin Legea Nr.5 din 6 martie 2000, publicată în Monitorul Oficial al României, Nr.152 din 12 aprilie 2000 (privind aprobarea Planului de amenajare a teritoriului național Secțiunea a III-a - zone protejate) și se întinde pe o suprafață de 10 hectare. Aria naturală se suprapune atât sitului de importanță comunitară înregistrat sub denumirea româno-turcă Dealul Allah Bair (193,5 ha), cât și ariei de protecție specială avifaunistică Allah Bair - Capidava.

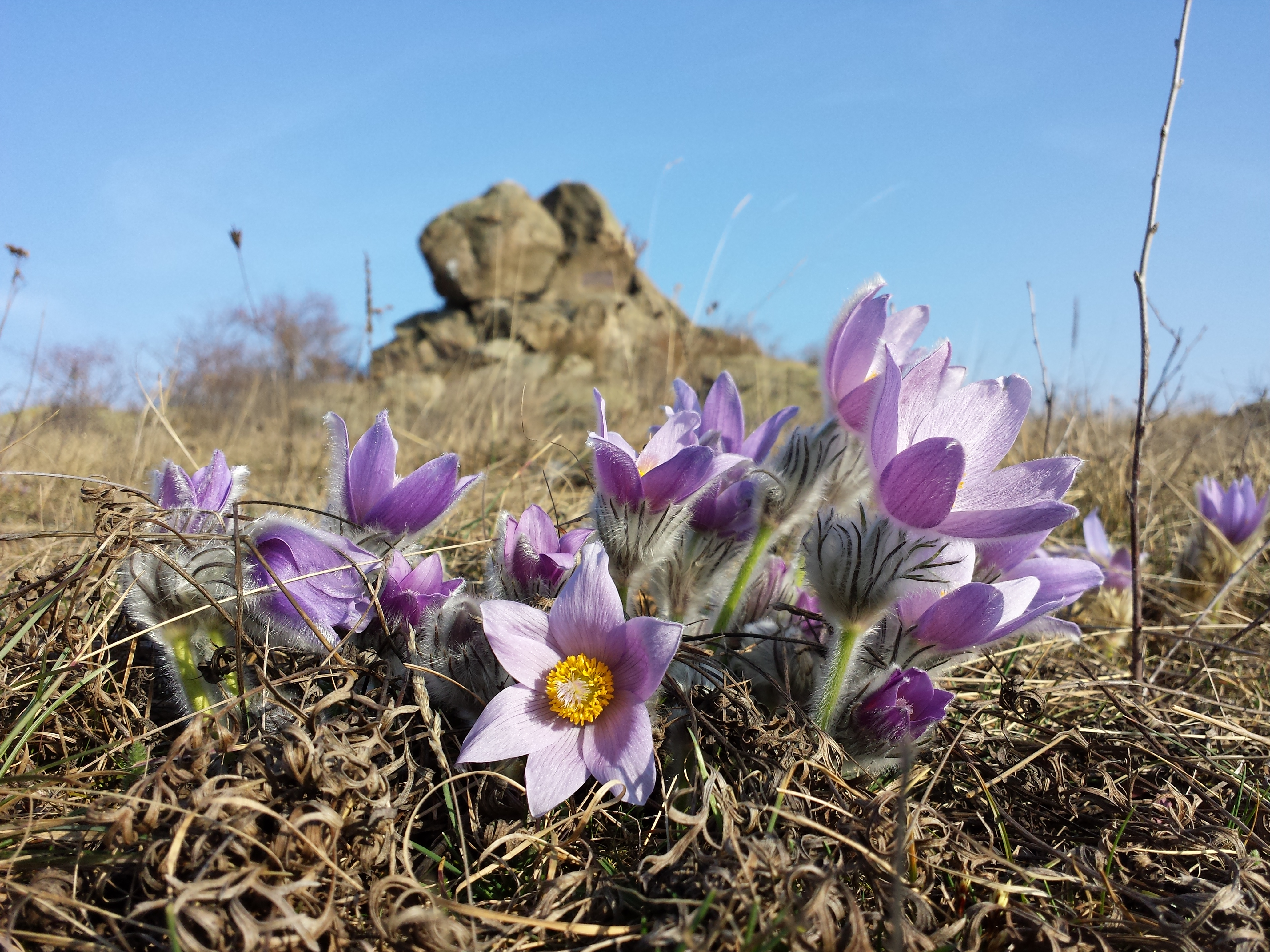
Sisinei (Pulsatilla grandis)

Aria naturală reprezintă o zonă de interes geologic, geomorfologic și peisagistic, cu faună caracteristică zonelor aride (stepă dobrogeană) și elemente floristice specifice habitatelor pontice, pontic-balcanice sau celor pontic-mediteranene.. 
Printre plantele aflate în rezervație se află clopoțelul dobrogean (Campanula romanica), buruiana cu cinci degete (Potentilla emilii-popii) și sisinei (Pulsatilla grandis); specii protejate enumerate în anexa I-a a Directivei Consiliului European 92/43/CE din 21 mai 1992 (privind conservarea habitatelor naturale și a speciilor de faună și floră sălbatică). Acestea vegetează alături de alte rarități floristice; printre care: coada șoricelului (din speciile Achillea clypeolata, Achillea coarctata și Achillea leptophylla), hajmă păsărească (Allium flavum ssp. tauricum), vătămătoare (Anthyllis vulneraria ssp. boissieri), coșaci pubiflori (Astragalus pubiflorus), scai (Centaurea gracilenta), drob (Chamaecytisus lindemannii), brândușe (Colchicum fominii, Colchicum triphyllum, Crocus reticulatus, volbură (Convolvulus lineatus), coroniște (Coronilla scorpioides), morcov de stepă (Daucus guttatus ssp. zahariadii), nemțișor (Delphinium fissum), ceapa ciorii (Gagea bulbifera), dulcișor (Hedysarum grandiflorum), siminoc (Helichrysum arenarium ssp. ponticum), limba mării (Iberis saxatilis), stânjenei (Iris suaveolens), mușcata dracului (Knautia macedonica), in (Linum tauricum), osu iepurelui (Ononis pusilla), paronihie capitată (Paronychia cephalotes), trandafir (Rosa turcica), valentiță (Tanacetum millefolium), fetică (Valerianella pumila) sau păiuș (Festuca callieri).